# جهاز تنظيم النقل البري الداخلي والدولي (مصر)
جهاز تنظيم النقل البري الداخلي والدولي (بالإنجليزية: LTRA - Land Transport Regulatory Authority)‏ هو جهاز حكومي مصري يتبع وزارة النقل أنشأ بموجب القانون رقم 73 لسنة 2019 ليحل محل كل من ادارات النقل البري بالهيئة العامة للطرق والكباري والنقل البري، وجهاز تنظيم خدمات النقل البري للركاب والبضائع على الطرق العامة بين المحافظات، وجهاز تنظيم النقل بالقاهرة الكبرى.

## التشريعات المنظمة
- قانون رقم 84 لسنة 1968 بشأن الطرق العامة.[4]
- قانون رقم 64 لسنة 1970 بتنظيم نقل البضائع في الطرق العامة.[5]
- قانون رقم 22 لسنة 1971 بتنظيم النقل العام للركاب.[6]
- قانون رقم 66 لسنة 1973 بشأن قانون المرور.[7]
- قانون رقم 55 لسنة 1975 بنظام منح التزامات إدارة مرافق النقل العام للركاب بالسيارات.[8]
- قرار رئيس مجلس الوزراء رقم 141 لسنة 2005 بإنشاء جهاز تنظيم النقل البرى للركاب بالسيارات.
- قرار رئيس الجمهورية 334 لسنة 2004 بشأن إعادة تنظيم الهيئة العامة للطرق والكباري والنقل البري.[9]
- قرار رئيس مجلس الوزراء رقم 2276 لسنة 2010 بإنشاء جهاز تنظيم النقل الحضرى بالقاهرة الكبرى.
- قرار رئيس الجمهورية رقم 348 لسنة 2012 بإنشاء جهاز تنظيم خدمات النقل البري للركاب والبضائع على الطرق العامة بين المحافظات.[10]
- قرار رئيس الجمهورية رقم 349 لسنة 2012 بإنشاء جهاز تنظيم النقل بالقاهرة الكبرى.[11]
- قانون رقم 73 لسنة 2019 بإصدار قانون إنشاء جهاز تنظيم النقل البري الداخلي والدولي: نقلت بموجبه إلى جهاز تنظيم النقل البري الداخلي والدولي:[12]
  - جميع حقوق والتزامات واختصاصات الهيئة العامة للطرق والكباري والنقل البري الواردة بالمادتين 4، 5 الخاصة بالنقل البري من قرار رئيس الجمهورية رقم 334 لسنة 2004.
  - جميع حقوق والتزامات واختصاصات جهاز تنظيم خدمات النقل البري للركاب والبضائع على الطرق العامة بين المحافظات المنشأ بقرار رئيس الجمهورية رقم 348 لسنة 2012.
  - جميع حقوق والتزامات واختصاصات جهاز تنظيم النقل بالقاهرة الكبرى المنشأ بقرار رئيس الجمهورية رقم 349 لسنة 2012.[12][13]

## انظر أيضًَا
- الهيئة العامة للموانئ البرية والجافة